# Пра Паљијеро (Кунео)
Пра Паљијеро је насеље у Италији у округу Кунео, региону Пијемонт.
Према процени из 2011. у насељу је живело 22 становника. Насеље се налази на надморској висини од 374 м.